# 源仲政
源 仲政（みなもと の なかまさ）は、平安時代後期の武将・歌人。馬場仲政（ばば の なかまさ）ともいう。三河守・源頼綱の次男。官位は従四位下・下野守。

## 略歴
摂関家勾当、蔵人所雑色を務めた後、嘉保2年（1095年）に兄・明国と同じく堀河天皇の六位蔵人に任じられた。兄弟で共に蔵人に任じられる例は稀であり、白河院および摂関家による優遇が背後に存したと考えられている。これに対し藤原宗忠は行き過ぎた処遇であるとして批判した（『中右記』）。
嘉保3年（1096年）、左兵衛尉に任じられ、翌承徳元年（1097年）正月に叙爵。摂津源氏の本拠地多田荘を継承し摂関家に近侍した兄・明国に対し、仲政は白河・鳥羽両院に仕え、検非違使、皇后宮大進、兵庫頭、下総守、下野守などを歴任、位階は従四位下（一説には従五位上）に至った。
皇后宮大進在任時の天仁元年（1108年）には仲政の郎従が尾張権守・藤原佐実を襲い刀傷を負わせる事件が起きたが、これは佐実との愛人を巡る争いが原因であった（『中右記』）。この話は後に『十訓抄』にも載せられている。また元永・保安年間（1118年 - 1124年）には、西国で朝廷に背いて追討を受けていた源義親を自称する者が出現し、これを捕らえるという勲功を上げている（源義親の乱）。
父と同様に歌人としても名を顕し、和歌の道を通して源俊頼、藤原為忠、藤原俊忠、藤原俊成、藤原家成などといった中級貴族と親交が厚く、摂政藤原師通の歌合にも招かれている。その詠歌は『金葉集』以下の勅撰和歌集に計15首が入集するほか、藤原為忠の家集『丹後守為忠朝臣家百首』などに多く収録される。また家集として『蓬屋集』がある（現存はせず）。
保延年間（1135年 - 1142年）に家督を嫡男・頼政に譲って引退したと見られる。後代、馬場氏や池田氏が仲政の後裔を称している。

## 系譜
- 父：源頼綱
- 母：中納言局 - 小一条院女房
- 妻：藤原友実の娘
  - 男子：源頼政 - 源三位
  - 男子：源頼行 - 子孫は小国氏
- 生母不明の子女
  - 男子：源泰政 - 紀奉貞（池田蔵人大夫）の養子となり池田氏を相続
  - 男子：良智 - 延暦寺僧
  - 男子：乗智 - 延暦寺僧
  - 女子：法性寺殿三河 -  関白藤原忠通家女房。歌人
  - 女子：皇后宮美濃 - 令子内親王家女房。歌人
  - 女子：藤原経定室
- 養子
  - 男子：源光重 - 源光信あるいは源頼資の四男・基国の子。子孫は深栖氏